# Super Monaco GP
Super Monaco GP — симулятор гонок Формула 1, выпущенный компанией Sega в 1989 году. Является сиквелом Monaco GP.

## Игровой процесс

### Аркадный режим
Режим аркады состоит из всего лишь одной гонки — Гран-при Монако (в данном режиме представлен вымышленной трассой, обладающей особенностями настоящей). В этом режиме игрок сначала выбирает тип трансмиссии, далее участвует в квалификации и гонке. Если в квалификации игрок не уложится в 45 секунд, то он либо проиграет, либо будет стартовать с последней стартовой позиции (в зависимости от платформы).
В гонке игроку предстоит проехать гонку по чекпоинтам, после каждого из которых последние гонщики выбывают. Чтобы победить, игроку достаточно финишировать в первой шестерке. Если же игрок финиширует в первой тройке, то его ждет бонусная гонка по ночной трассе.

### Режим «Чемпионат мира»
Также в версии для Sega Genesis существует режим чемпионата мира. Он имитирует реальный чемпионат мира по Формуле-1 1989. Перед гонкой можно провести тренировочные заезды, а непосредственно перед гонкой нужно пройти квалификацию, которая определит место игрока на стартовой решетке.
Цель чемпионата — завоевать и защитить титул чемпиона мира Ф-1.
Игрок начинает свой путь в достаточно слабой команде Minarae. Перед гонкой можно бросать вызов другим пилотам, в противном же случае игроку самому будут приходить вызовы от более слабых гонщиков. В случае двух побед подряд в подобной дуэли, команда проигравшего гонщика предложит игроку контракт, а своего гонщика уволит. Если же игрок потерпит поражение, то его выгонят в более низкую по рангу «конюшню». Соперники чаще всего оказываются на очень высоких местах после квалификации, что создаёт большие трудности для игрока. По ходу чемпионата, поднимаясь наверх, игрок заключает все более выгодные контракты с более сильными командами, машины которых позволят добиться главной цели — одолеть чемпиона из команды Madonna A.Asselin, чьим прототипом является Ален Прост.
После победы в чемпионате игрок получает приглашение в команду Madonna, обладающую лучшей машиной. На старте сезона, в котором игрок защищает титул, он получает вызов от нового соперника, G. Ceara (на самом деле Айртон Сенна), которого почти невозможно победить в первых двух гонках. Если игрок ему проигрывает, то его выгоняют в команду Dardan. Задачей игрока затем является успеть подняться из низов до конца чемпионата и защитить титул. Если ему это удается, он проходит игру полностью. Переходы пилотов из команды в команду являются одной из особенностей игры. Так, R. Cotman (Найджел Мэнселл) из Rigel, как правило, второй сезон начинает в составе команд-лидеров. Также во втором сезоне различные гонщики, находившиеся на последних ролях, начинают побеждать и оказывать конкуренцию бывшим лидерам.

### Трассы
В игре 16 трасс:
| - Сан-Марино — Автодром Энцо и Дино Феррари - Бразилия — Жакарепагуа - Франция — Поль Рикар (трасса) - Венгрия — Хунгароринг - ФРГ — Хоккенхаймринг - США — Финикс (трасса) - Канада — Автодром имени Жиля Вильнёва - Великобритания — Сильверстоун (трасса) | - Италия — Монца (автодром) - Португалия — Эшторил (автодром) - Испания — Херес (трасса) - Мексика — Автодром имени братьев Родригес - Япония — Судзука (трасса) - Бельгия — Спа-Франкоршам - Австралия — Аделаида (трасса) - Монако — Монте-Карло (трасса) |

### Команды
Команды в игре базируются на командах сезонов 1989/1990. Список прилагается ниже:

| Гонщик     | Страна   | Прототип         | Команда  | Прототип | Страна         |
| ---------- | -------- | ---------------- | -------- | -------- | -------------- |
| A. Asselin | Франция  | Ален Прост       | Madonna  | McLaren  | Великобритания |
| F. Elssler | Австрия  | Герхард Бергер   | Firenze  | Ferrari  | Италия         |
| G. Alberti | Италия   | Риккардо Патрезе | Millions | Williams | Великобритания |
| A. Picos   | Бразилия | Нельсон Пике     | Bestowal | Benetton | Италия         |

| Гонщик     | Страна         | Прототип         | Команда | Прототип | Страна         |
| ---------- | -------------- | ---------------- | ------- | -------- | -------------- |
| J. Herbin  | Франция        | Жан Алези        | Blanche | Brabham  | Великобритания |
| M. Hamano  | Япония         | Сатору Накадзима | Tyrant  | Tyrrell  | Великобритания |
| E. Pacheco | Испания        | Luis Perez Sala  | Losel   | Lotus    | Великобритания |
| G. Turner  | Великобритания | Джонни Херберт   | May     | March    | Великобритания |

| Гонщик     | Страна       | Прототип          | Команда | Прототип | Страна         |
| ---------- | ------------ | ----------------- | ------- | -------- | -------------- |
| B. Miller  | США          | Эдди Чивер        | Bullets | Arrows   | Великобритания |
| E. Bellini | Италия       | Andrea de Cesaris | Dardan  | Dallara  | Италия         |
| M. Moreau  | Франция      | Рене Арну         | Linden  | Ligier   | Франция        |
| You        | Your Country | N/A               | Minarae | Minardi  | Италия         |

| Гонщик     | Страна         | Прототип         | Команда   | Прототип | Страна         |
| ---------- | -------------- | ---------------- | --------- | -------- | -------------- |
| R. Cotman  | Великобритания | Найджел Мэнселл  | Rigel     | Rial     | ФРГ            |
| E. Tornio  | Финляндия      | JJ Lehto         | Comet     | Coloni   | Италия         |
| C. Tegner  | Швеция         | Stefan Johansson | Orchis    | Onyx     | Великобритания |
| P. Klinger | ФРГ            | Bernd Schneider  | Zeroforce | Zakspeed | ФРГ            |

| Гонщик   | Страна   | Прототип     | Команда | Прототип | Страна         |
| -------- | -------- | ------------ | ------- | -------- | -------------- |
| G. Ceara | Бразилия | Айртон Сенна | Bullets | Arrows   | Великобритания |

### Двигатели
Двигатели в игре также имеют свои прототипы в реальной жизни:

| Двигатель      | Прототип                 | Команды                       |
| -------------- | ------------------------ | ----------------------------- |
| Palm 190 V10   | Honda RA109A 3.5 V10     | Madonna                       |
| Firenze 99 V12 | Ferrari 035/5 3.5 V12    | Firenze                       |
| Dick MD V10    | Renault RS1 3.5 V10      | Millions                      |
| Vapor DNPQ V8  | Ford HBA4 3.5 V8         | Bestowal, Losel, Dardan       |
| Delta 103 V10  | Lamborghini 3512 3.5 V12 | Blanche                       |
| Lizzie 24 V8   | Ford DFR 3.5 V8          | Tyrant, Bullets, Comet        |
| Sega SG1000 V8 | N/A                      | Minarae                       |
| Lorry 32 V8    | Judd CV 3.5 V8           | May, Linden, Rigel, Zeroforce |
| Misfire 50 V8  | Yamaha OX88 3.5 V8       | Orchis                        |

## Дополнительная информация
- 1-й сезон: Если победить гонщика A. Asselin (команда Madonna) самой первой машиной Minarae, то он перейдет в команду Linden. Minarae же возьмет себе M. Moreau, который получит все накопленные очки A.Asselin.
- 1-й сезон: Если победить гонщика J. Herbin (команда Blanche) самой первой машиной Minarae, а затем вернуться обратно в свою старую команду (в которой тем временем окажется R. Cotman), то в команде Linden вместо M. Moreau окажется специальный гонщик G. Ceara (А.Сенна). Ему невозможно послать вызов, так как при попытке вызова он отвечает фразой 'ERROR'.
- 2-й сезон: Гонщика G. Ceara вполне возможно победить, как бы трудно это не казалось. На YouTube есть видео с примером подобной победы.
- R. Cotman (Н.Мэнселл) автоматически переходит в более сильную команду каждые 2 гонки. Его прогресс останавливается лишь при присоединении к команде Tyrant.